# 陳慧嫻 (專輯)
《陳慧嫻》是陳慧嫻第二張粵語專輯，於1985年9月6日由法安利製作公司制作及出品，寶麗金唱片有限公司發行。

## 曲目
| 曲序     | 曲目       |          | 作曲     | 编曲          | 备注                              | 时长  |
| -------- | ---------- | -------- | -------- | ------------- | --------------------------------- | ----- |
| 1.       | 花店       | 林敏驄   | 林敏怡   | 林敏怡        | 第一主打                          | 3:56  |
| 2.       | 無意逗留   | 湯正川   | 湯正川   | 法安利        |                                   | 3:39  |
| 3.       | 夢中人     | 盧國沾   | 盧冠廷   | 盧東尼        |                                   | 3:11  |
| 4.       | 心裏的刀痕 | 林敏驄   | 盧東尼   | 盧東尼        |                                   | 4:25  |
| 5.       | 監視眼睛   | 卡龍     | 法安利   | 法安利        |                                   | 3:37  |
| 6.       | 藍藍的情調 | 鄭國江   | 陳永良   | 盧東尼        | 第三主打                          | 3:37  |
| 7.       | 時代插圖   | 向雪懷   | 法安利   | 法安利        |                                   | 3:30  |
| 8.       | 愛是個問號 | 鄭國江   | 法安利   | 法安利        |                                   | 3:37  |
| 9.       | 為何仍是你 | 林敏驄   | 林敏驄   | 林敏驄 盧東尼 | 第二主打 國語版本《回來是我的愛》 | 4:10  |
| 10.      | 無聊的警告 | 卡龍     | 卡龍     | 丁志光        | 第四主打                          | 3:13  |
| 总时长： | 总时长：   | 总时长： | 总时长： | 总时长：      | 总时长：                          | 37:00 |

## 發行版本
- 首版
- 陳慧嫻精選：將陳慧嫻在寶麗金首2張粵語大碟+《少女雜誌》捆綁發售，1996年。
- 《從頭認識》版：《從頭認識》是將陳慧嫻在寶麗金前12張粵語大碟捆綁發售，2002年6月19日。
- 環球復黑版：2004年8月27日。
- SACD版：隨《頭號女神綻放期 SACD Collection Box Set》捆綁發售，2016年4月7日。
- 圖案彩膠版：2018年3月1日。
- 升級復黑王版：隨《青春之讚歌》Boxset捆綁發售，2021年9月20日。

## 音樂錄影帶
- 花店
- 為何仍是你
- 藍藍的情調
- 無聊的警告

## 獎項
- 1985年度TVB劲歌金曲第三季季选－得奖歌曲《花店》